# Jacopino da Tradate
Jacopo „Jacopino“ da Tradate (* im 14. Jahrhundert in Tradate; † zwischen 1464 und 1466 in Mantua) war ein lombardischer Steinmetz und Bildhauer, der vor allem in Mailand aktiv war.

## Leben
Das Geburtsdatum des aus Tradate bei Varese stammenden Künstlers ist unbekannt. Erstmals ist er in der Dombauhütte des Mailänder Doms im Oktober 1401 nachgewiesen. Er arbeitete dort in Akkordarbeit neben anderen Steinmetzen an der Ausführung, des von Paolino da Montorfano entwurfenen Statuenschnuckes der Außenwände und dann am Dach des Domes. Im Januar 1415 löste er Walter Monich als Steinmetzmeister der Dombauhütte ab. Einige Jahre später erhielt er den Auftrag für die Ausführung der Marmorplastik von Papst Martin V. Die einzige Arbeit im Mailänder Dom, die ihm eindeutig zugeschrieben werden kann. Das an der südlichen Chorwand in doppelter Lebensgröße geschaffene Werk, zählt nach Thieme-Becker zu den bedeutendsten lombardischen Plastiken in den ersten Jahrzehnten des 15. Jahrhunderts.
Neben seiner Arbeit an der Dombauhütte, erhielt er in Mailand noch Privataufträge. Um 1425 ist er in den Büchern der Dombauhütte nicht mehr erwähnt. Gegen Ende seiner Mailänder Zeit muss er sich in Casalmaggiore aufgehalten haben, da er dort in der Kirche San Francesco tätig war. In der Folge taucht sein Name in Mantua auf.
Wahrscheinlich verstarb Jacopino da Tradate in Mantua zwischen 1464 und 1466. 
Hier hinterließ er einen Sohn, dem am Hof der Gonzaga tätigen Maler Samuele da Tradate, der mit Andrea Mantegna befreundet war. Sein Grabmal in der Kirche San Agnese in Mantua besteht nicht mehr.
Jacopinos Werke wurden durch die Entwürfe von Michelino da Besozzo, Paolino da Montorfano und Isacco da Imbonate inspiriert und waren zunächst durch den Einfluss burgundischer, später venezianischer Vorbilder geprägt.

## Werke
- Grabmal von Marco Corelli, 1394 (Mailänder Dom)
- Madonna mit Kind, um 1400/10 (heute Mailand, Castello Sforzesco)
- Grabmal von Pietro Torelli († 1416) (Mailand, Sant’Eustorgio)
- Grabmal der Herren von Angero und Fontaneto und Grabplatte der Agnese Besozzi († 1417) (Mailand, Sant’Eustorgio)
- Leichnam Christi, um 1420/30 (Casalmaggiore, San Francesco)
- Relief von Papst Martin V., 1424 (Mailänder Dom)
- Flachrelief mit der Schenkung des Lehens von Volpedo durch Perino da Tortona an die Mailänder Dombauhütte zur Ehre der Muttergottes, 1441 (Mailänder Dom)
- Sarkophag von Gaspare Visconti (Mailand, Sant’Eustorgio)
- Passionsretabel (Mailand, Sant’Eustorgio)
- Kreuzigung über dem Hochaltar (Mailand, Sant’Eustorgio)
- Grabplatte von Ardengo Folperti (heute Pavia, Musei civici di Pavia)
- Heiliger Babylas und drei Märtyrer (Mailänder Dom, Domschatz)

## Galerie

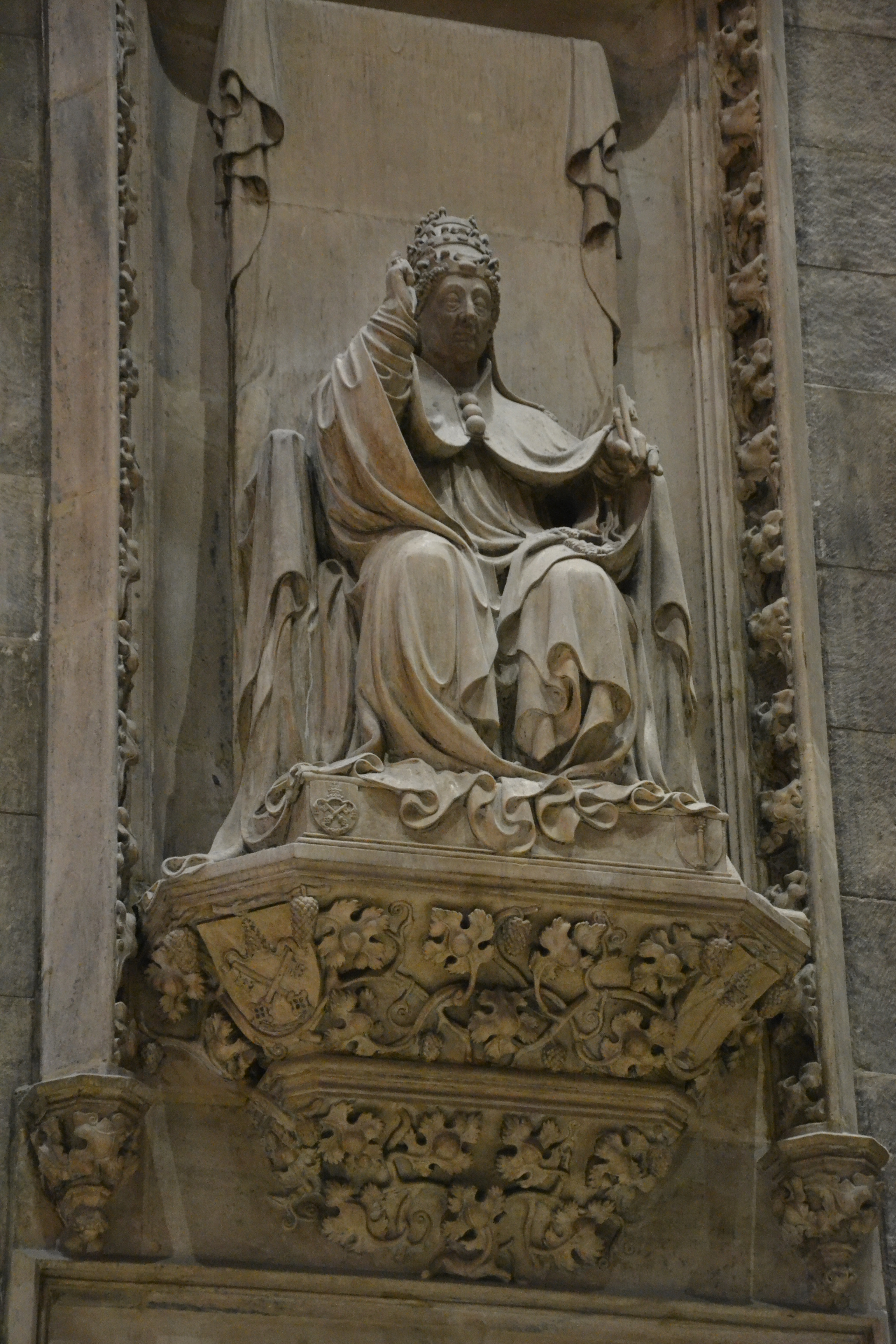
Relief von Martin V.
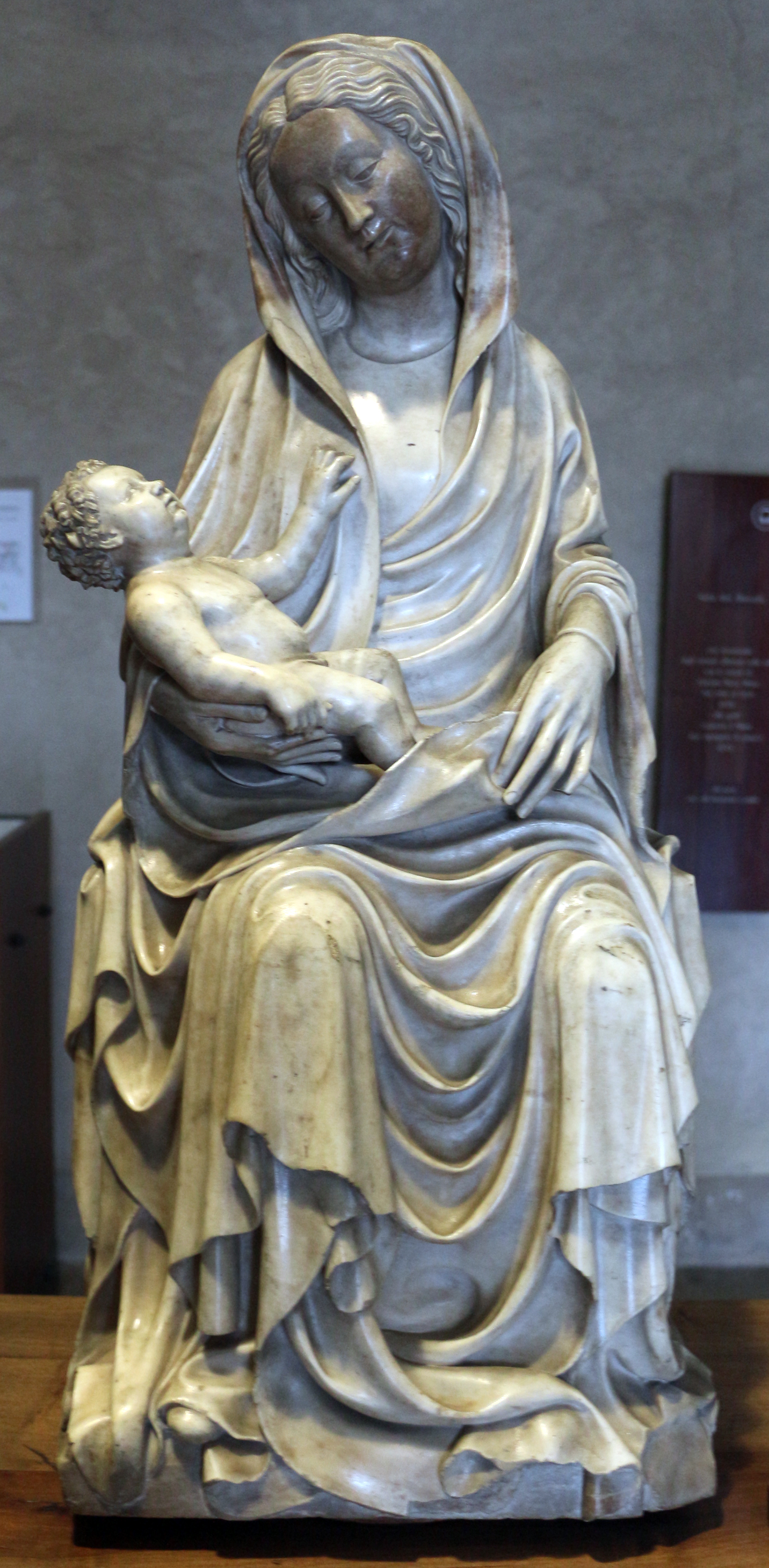
Madonna mit Kind
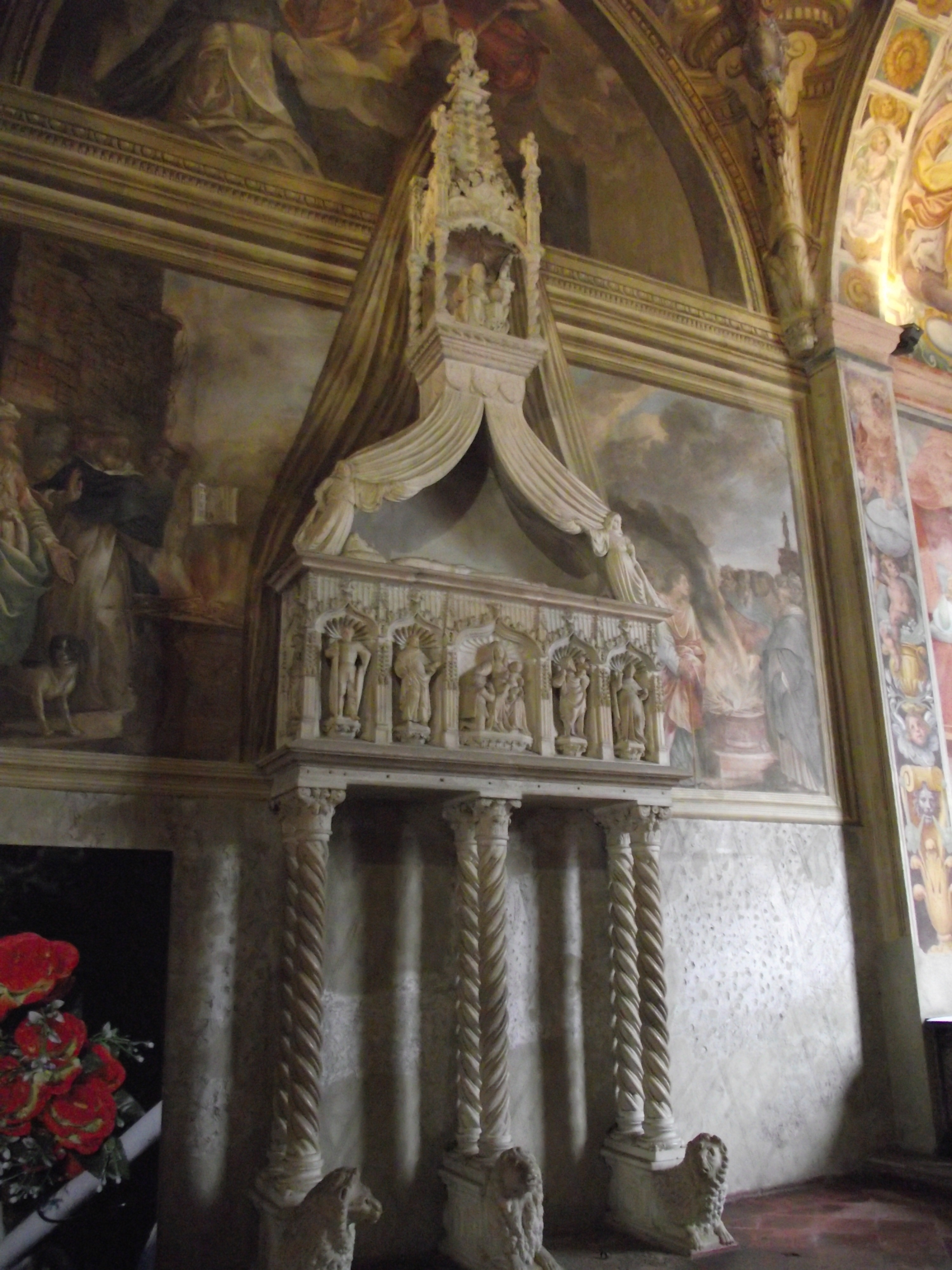
Grabmal von Pietro Torelli
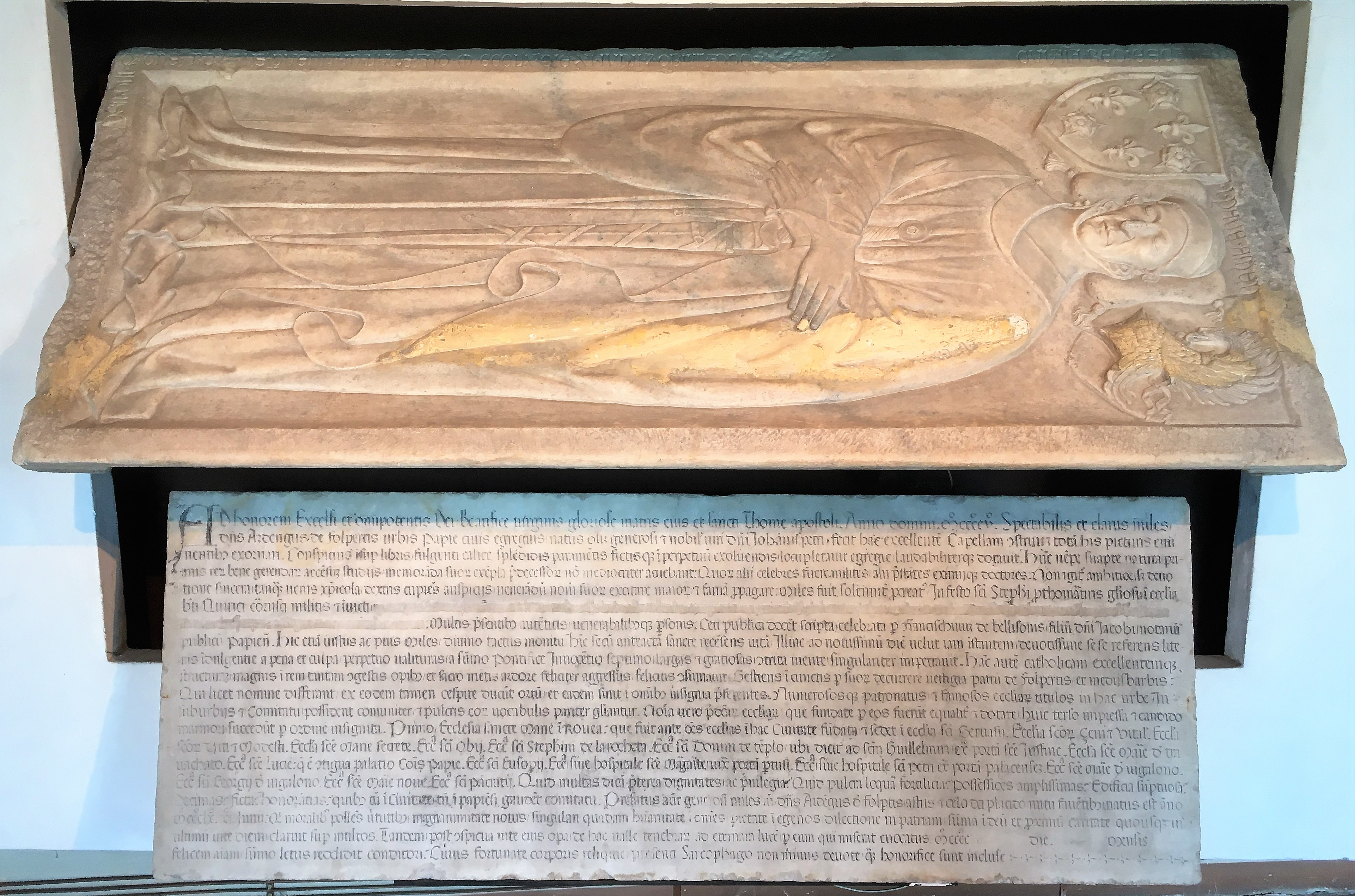
Graplatte von Ardengo Folperti
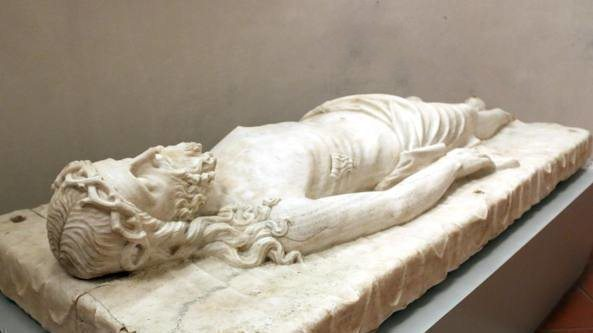
Leichnam Christi
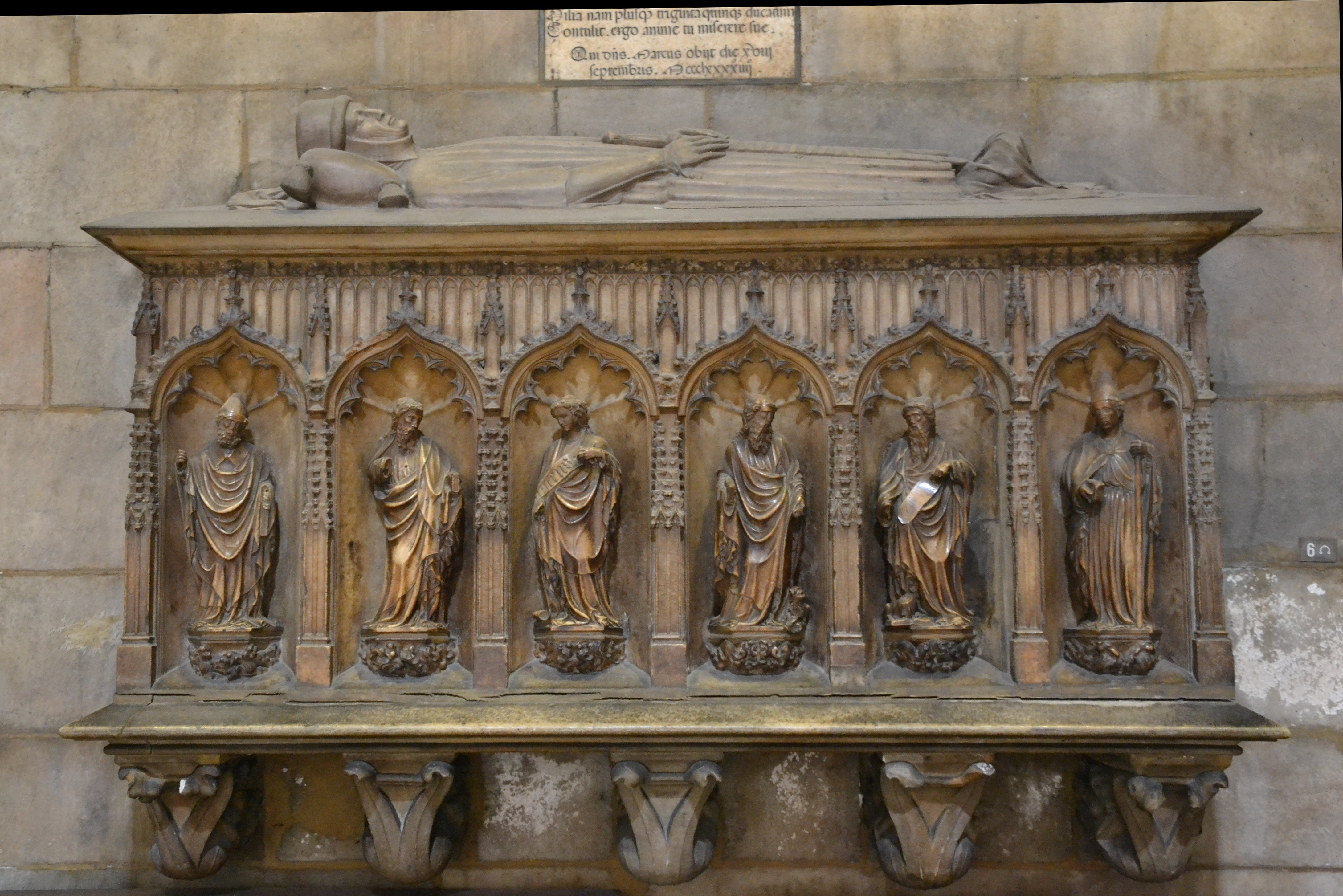
Grabmal des Marco Corelli
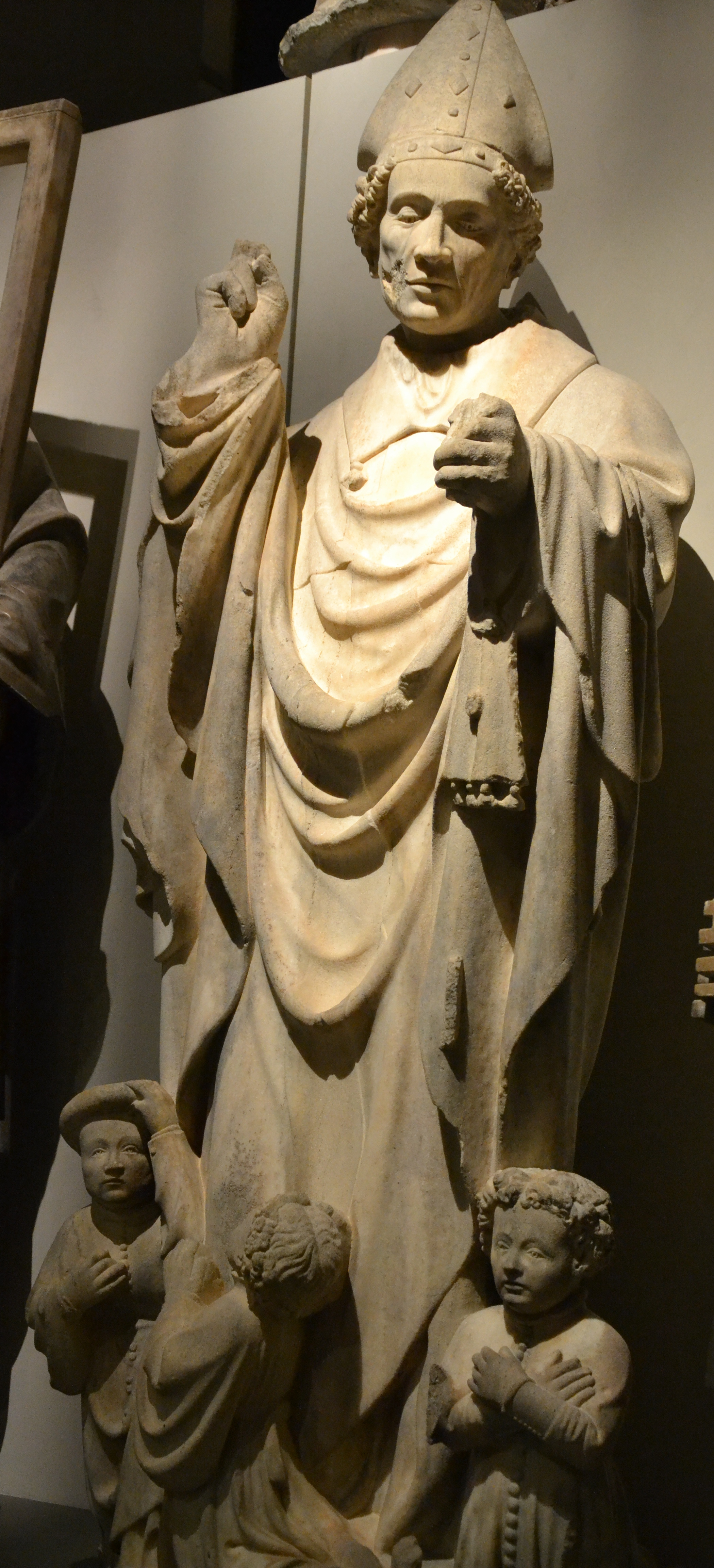
Heiliger Babylas mit drei Märtyrern
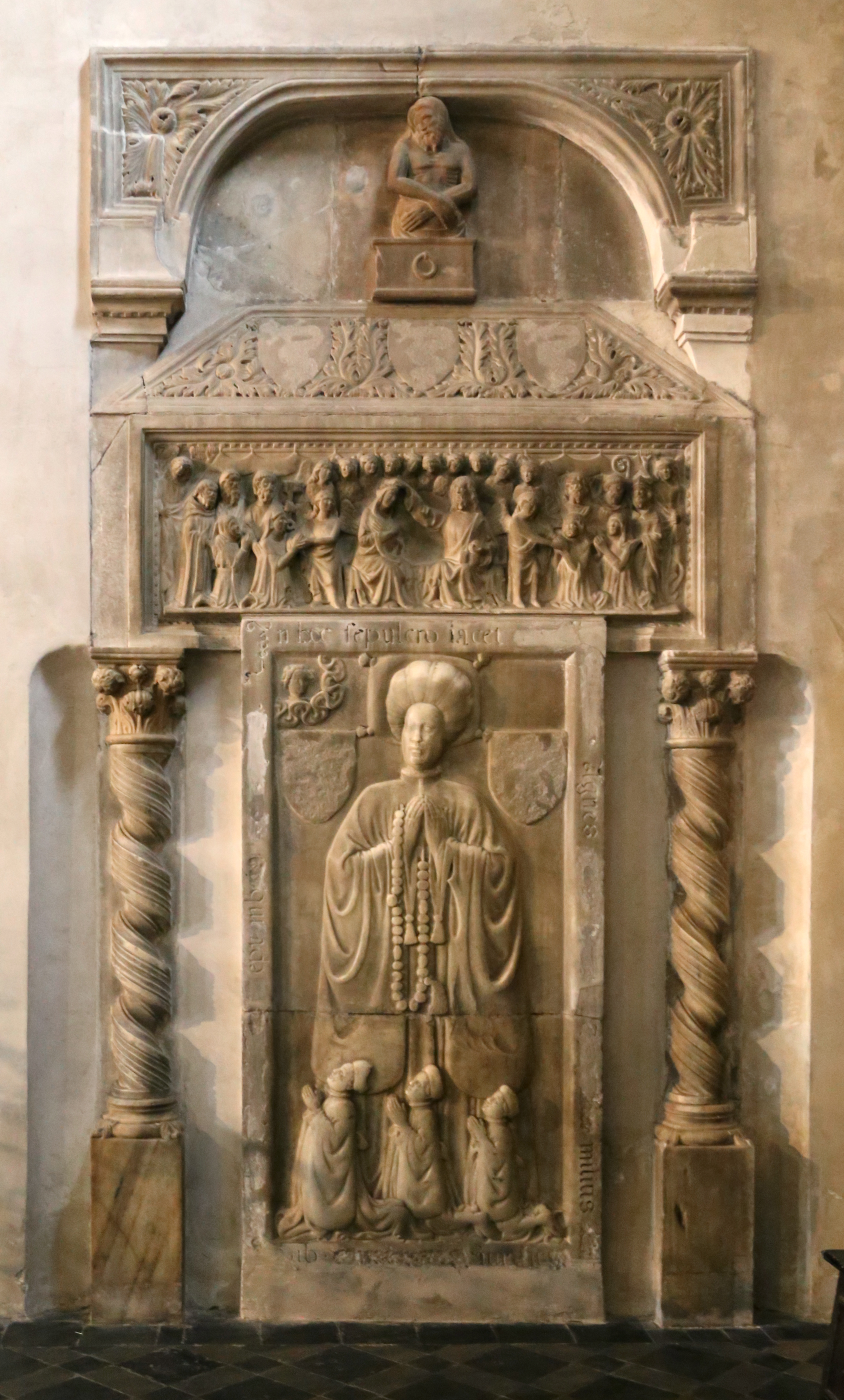
Grabmal der Herren von Angero und Fontaneto und Grabplatte der Agnese Besozzi
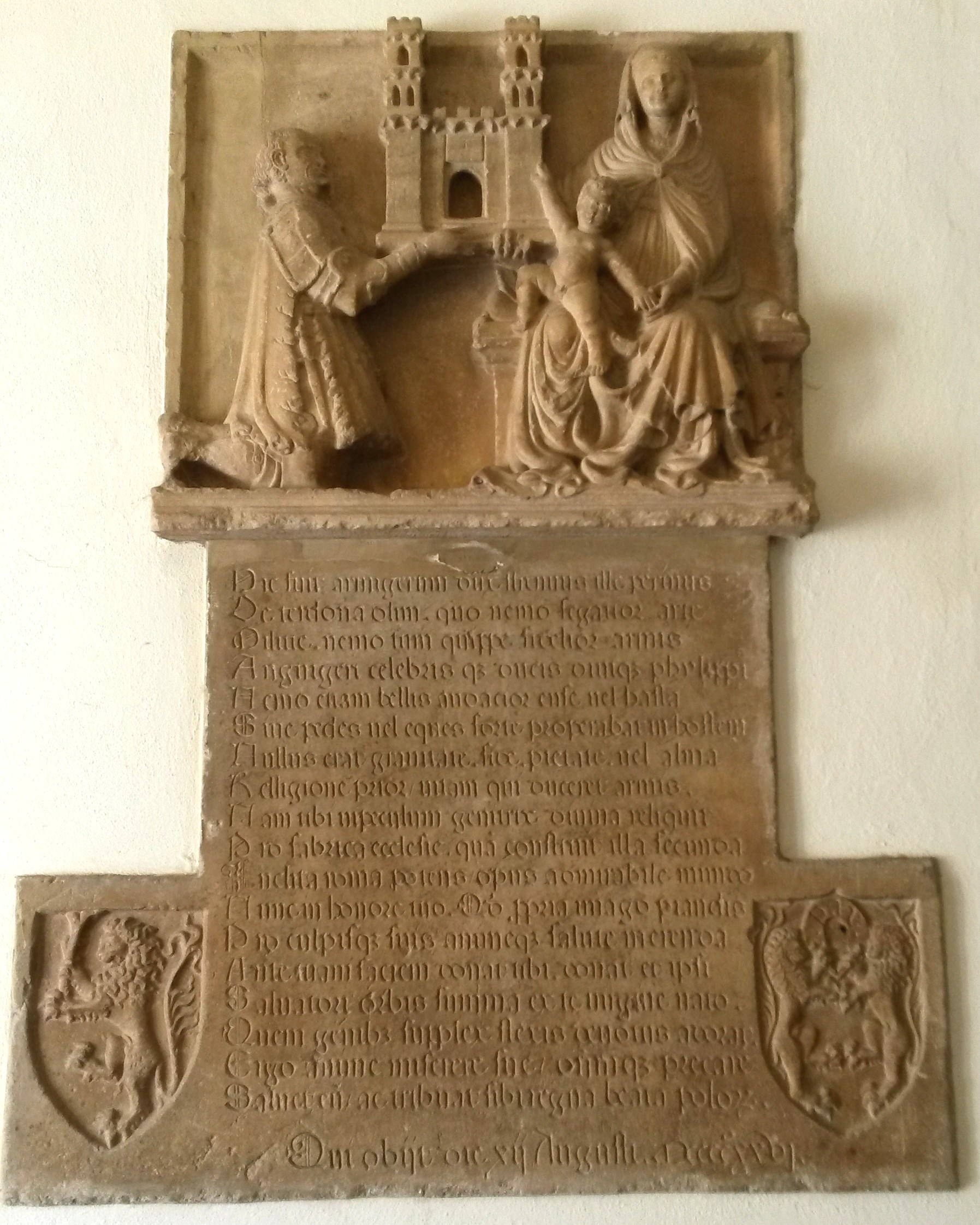
Flachrelief mit der Schenkung des Lehens von Volpedo